# Semaeopus alicia
Semaeopus alicia är en fjärilsart som beskrevs av William Schaus 1901. Semaeopus alicia ingår i släktet Semaeopus och familjen mätare. Inga underarter finns listade i Catalogue of Life.